# Lutherburg

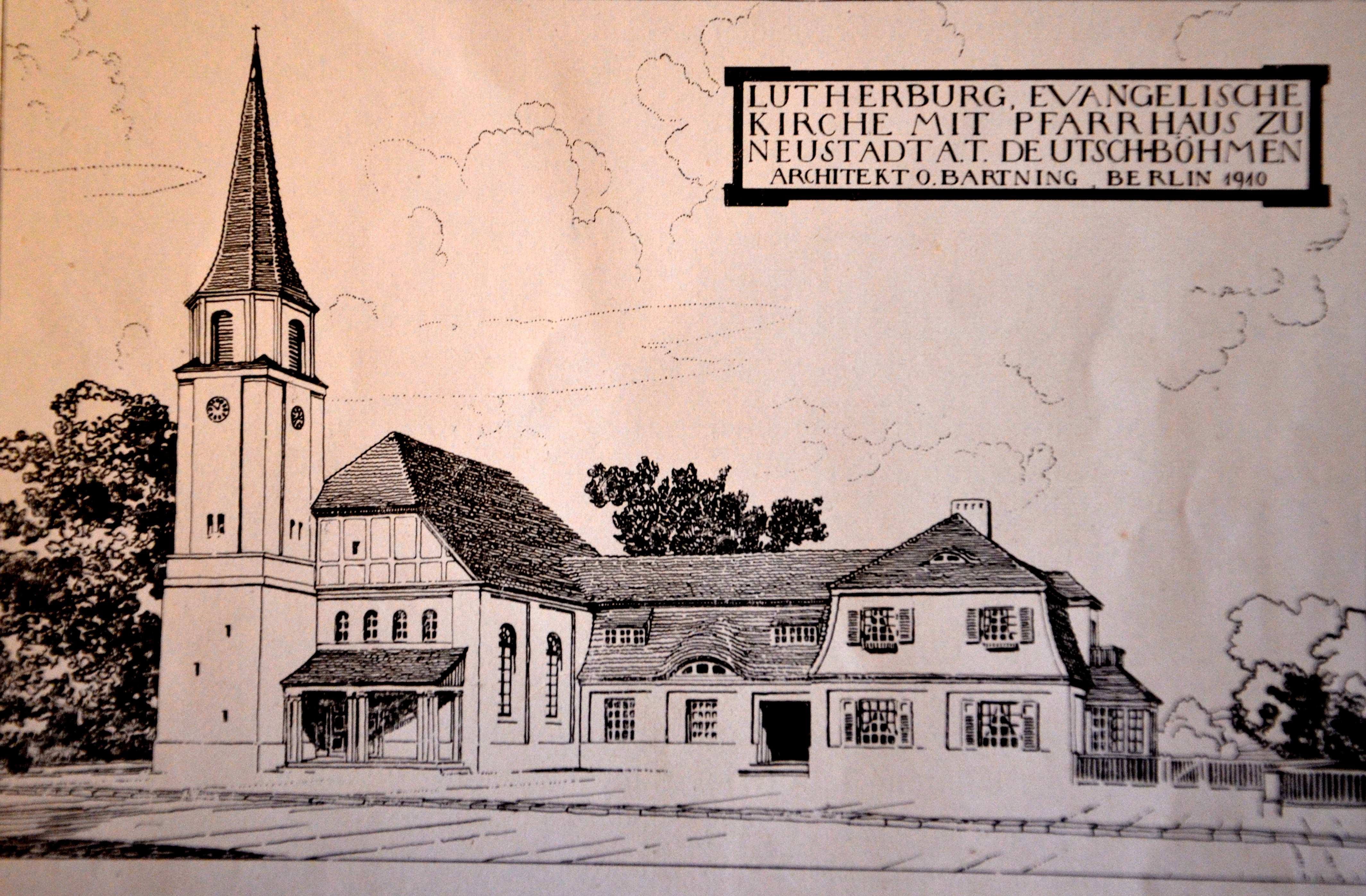
Lutherburg, Entwurfszeichnung Otto Bartning

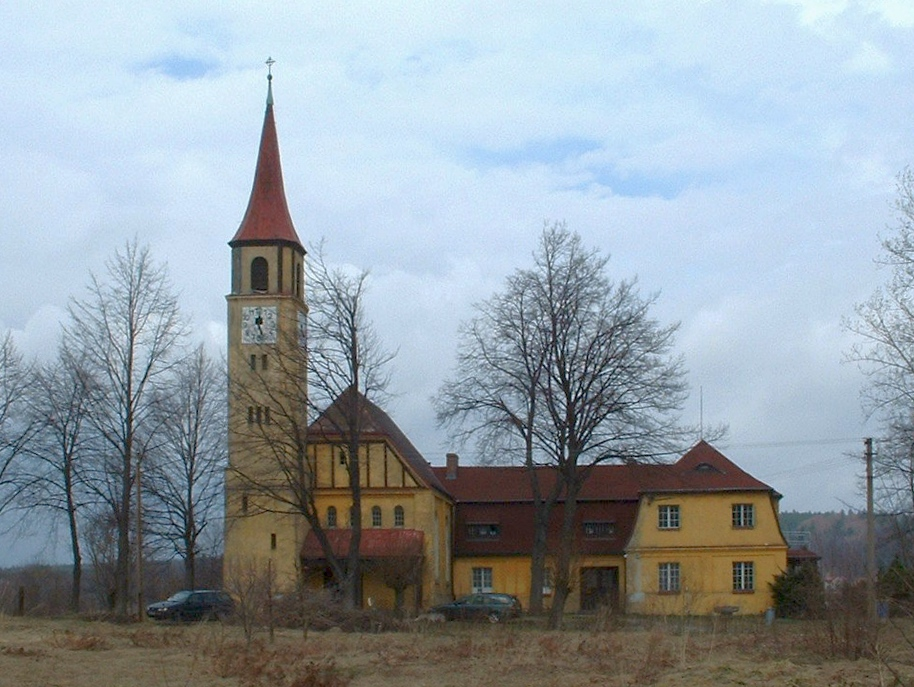
Ansicht der Lutherburg

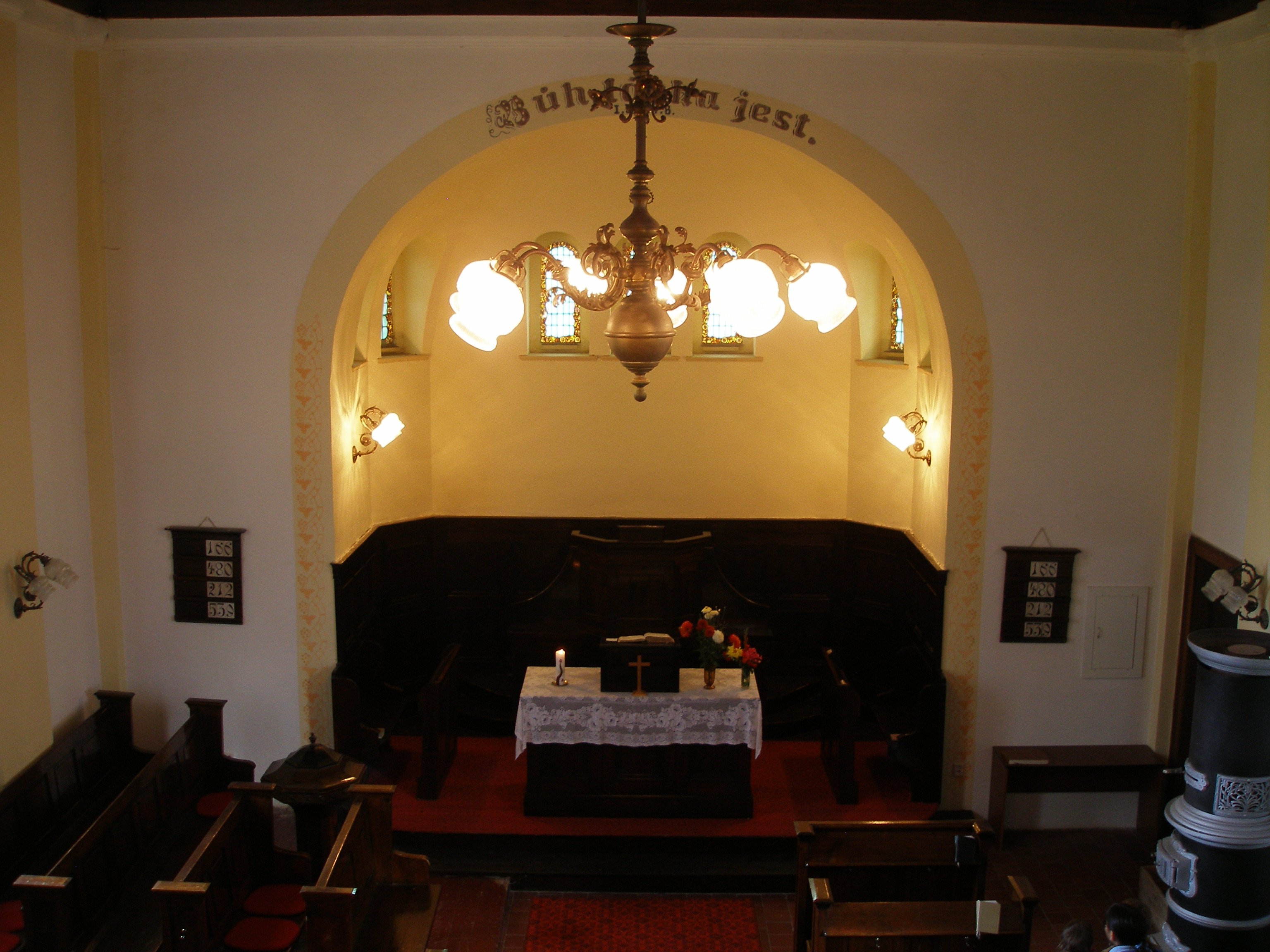
Kircheninneres

Die Lutherburg ist ein von Otto Bartning gebautes evangelisches Gemeindezentrum mit Kirche in Nové Město pod Smrkem (deutsch Neustadt an der Tafelfichte) im nordböhmischen Okres Liberec in Tschechien. Sie gehörte bis 1945 der Deutschen Evangelischen Kirche in Böhmen, Mähren und Schlesien an, seither der Evangelischen Kirche der Böhmischen Brüder.

## Geschichte
In dem 1584 von Melchior von Redern gegründeten und mit sächsischen Bergarbeitern besiedelten Ort Böhmisch-Neustadt ließ seine Witwe Katharina von Redern 1607 mit der Katharinenkirche die erste evangelische Kirche erbauen. Während des Dreißigjährigen Kriegs fiel der Ort als Teil des Herzogtums Friedland an Wallenstein, der mit der Gegenreformation die Rekatholisierung durchsetzte, so dass die sächsischen Bergleute in der Folgezeit Neustadt verließen.  Erst mit dem Zuzug sächsischer Textilarbeiter nahm durch die Los-von-Rom-Bewegung um 1900 der evangelische Bevölkerungsanteil zu. So wurde das benachbarte Friedland 1883 eine von Reichenberg betreute evangelische Predigtstation, und auch in Neustadt wurden ab 1895 wieder evangelische Gottesdienste abgehalten. 1901 erfolgte die Gründung eines Kirchenbauvereins, der sich für den Entwurf des jungen Berliner Architekten Otto Bartning entschied. Die Bauausführung übernahm der Friedländer Baumeister Rudolf Hampel. Am 16. Juni 1911 fand die Grundsteinlegung, am 11. August 1912 die Einweihung der finanziell vom Gustav-Adolf-Verein getragenen und von Graf Franz Clam-Gallas geförderten Lutherburg statt, für die das als protestantisches Kampflied verstandene Lutherlied Ein feste Burg ist unser Gott namensgebend wurde. 1928 wurde an der bisherigen Filialkirche die evangelische Pfarrgemeinde gegründet.

## Architektur
Die Lutherburg Otto Bartnings ist ein aus Kirche, Gemeindesaal und Pfarrhaus bestehendes, asymmetrisch angelegtes Bauensemble. Der Kirchenbau, eine dreiachsige Saalkirche mit Rundbogenfenstern und kräftiger Pilastergliederung, wird von einem schweren Halbwalmdach überdeckt. Den Eingang markiert eine offene Vorhalle mit seitlich gesetztem Turm, der in seinem Glockengeschoss in ein Oktogon übergeht und mit einem achtseitigen Steilhelm abschließt. Als rechtsseitige Begrenzung der Bautengruppe dient das mit einem Mansardwalmdach versehene Pfarrhaus, die Verbindung zur Kirche stellt der gleichfalls von einem Mansarddach abgeschlossene und mit einer Fledermausgaupe ausgestattete Pfarrsaaltrakt her. Als Resultat des Planungsprozesses ergibt sich eine durchaus lebhafte Baukörpergestaltung.
Das Innere der Kirche ist flachgedeckt, der polygonal schließende Altarraum tonnengewölbt. Die Kanzel ist, wie bei den frühen Kirchenbauten Bartnings üblich und in Übereinstimmung mit den Bestimmungen des Wiesbadener Programms von 1891, hinter dem Altartisch aufgestellt.